# Langast
Langast foi uma antiga comuna francesa na região administrativa da Bretanha, no departamento Côtes-d'Armor. Estendia-se por uma área de 20,41 km². Em 2010 a comuna tinha 631 habitantes (densidade: 30,9 hab./km²).
Em 1 de janeiro de 2019, passou a formar parte da nova comuna de Plouguenast-Langast.